# Erana James
Erana James (Whangarei, Nueva Zelanda; 17 de febrero de 1999) es una actriz de cine y televisión neozelandesa. Es conocida principalmente por interpretar a Toni Shalifoe en la serie de televisión The Wilds.

## Primeros años
Erana James nació el 17 de febrero de 1999 en Whangarei, Nueva Zelanda y proviene de una familia maorí. A los 10 años de edad se mudó a Wellington y a los 14 comenzó a actuar.

## Filmografía

### Televisión
| Año       | Título                | Papel         | Notas                            |
| --------- | --------------------- | ------------- | -------------------------------- |
| 2015      | Sons of Liars         | Bria/Bri      | Papel principal                  |
| 2017      | Lucy Lewis Can't Lose | J'ess         | 5 episodios                      |
| 2019      | My Life Is Murder     | Juliana Lloyd | Episodio "Old School"            |
| 2019      | Golden Boy            | Kahu          | 8 episodios                      |
| 2019      | Playing for Keeps     | Samira        | 2 episodios                      |
| 2020-2022 | The Wilds             | Toni Shalifoe | Uno de los 8 papeles principales |
| 2023      | Bad Behaviour         | Ronnie        | Elenco principal                 |

### Cine
| Año  | Título         | Papel       | Notas           |
| ---- | -------------- | ----------- | --------------- |
| 2017 | The Changeover | Laura Chant | Papel principal |

### Cortometrajes
| Año  | Título           | Papel  | Notas           |
| ---- | ---------------- | ------ | --------------- |
| 2017 | 1882             | Marama | Papel principal |
| 2018 | Southland's Home | Nell   | Papel principal |
| 2020 | Hot mother       | Sofia  | Papel principal |